# Otto Klineberg
Otto Klineberg, född 1899, död 6 mars 1992, var en amerikansk socialpsykolog.
Otto Klineberg var professor i psykologi vid Columbia University från 1937. Han sysslade framför allt med frågan om den sociala miljöns inflytande på personligheten och fann därvid bland annat att det är miljön och inte genetiken, som gjorde att svarta i genomsnitt hade en lägre intelligenskvot en vita. Han huvudarbete var Race differences (1935) och Social psychology (1940) samt var utgivare och medförfattare i Characteristics of the American Negro (1944).